# Jean Philip Ernest Marie Regout
Jean Philip Ernest Marie ("John" of "Flip") Regout (Maastricht, 29 juli 1915 - Den Haag, 25 mei 1993) was een Nederlands arts/chirurg en olympisch roeier.

## Biografische schets
John Regout was een telg uit de bekende Maastrichtse fabrikantenfamilie Regout. Hij behoorde tot de vierde generatie van de tak Petrus II Regout. Hij was het oudste van vier kinderen van Frans A.H.M. Regout (1889-1975) en Maria P.E. Tielens (1886-1979). Eigenlijk had het gezin vijf kinderen, maar Johns tweelingzusje stierf al na twee dagen.
Als student medicijnen aan de Universiteit van Amsterdam werd hij lid van de Amsterdamsche Studenten Roeivereniging Nereus. Hier stond hij bekend als "Flip".
Regout kwam op de Olympische Zomerspelen van 1936 uit op twee onderdelen, samen met zijn ploeggenoten Mak Schoorl, Hotse Bartlema en Simon de Wit. Bij het onderdeel vier-zonder-stuurman werd de boot uitgeschakeld in de eliminatieronde, op het onderdeel vier-met-stuurman eindigde de boot net buiten de prijzen op de vierde plaats.
Een jaar later in 1937 werd diezelfde ploeg tweede tijdens de Europese kampioenschappen roeien op de Bosbaan in het Amsterdamse Bos.
Regout, die op latere leeftijd de roepnaam "John" prefereerde, was gehuwd met Frieda Wesenhagen (1916-1972). Het echtpaar kreeg drie kinderen: Tom (1944), Bart (1947) en Doris (1948), van wie de laatste twee in Nederlands-Indië werden geboren.

## Palmares

### roeien (vier zonder stuurman)
- 1936: 8e OS in Berlijn

### roeien (vier met stuurman)
- 1936: 4e OS in Berlijn - 7.34,7
- 1937:  EK in Amsterdam

## Nalatenschap
In 2018 vernoemde de gemeente Maastricht een straat in het vakantieresort op de Dousberg naar Flip Regout.
Mak Schoorl · 
Flip Regout · 
Hotse Bartlema · 
Simon de Wit · 
Gerard Hallie (stuurman)
Mak Schoorl · 
Flip Regout · 
Hotse Bartlema · 
Simon de Wit · 